# Бертолд III фон Нойфен-Марщетен
Бертолд III фон Нойфен-Марщетен (на немски: Bertold III von Neuffen Graf von Marstetten; на латински: „Bertoldus...comes de Marstetin dictus de Nifen“; * пр. 1258; † 1291/ пр. 11 октомври 1292) от швабския род Нойфен е граф на Марщетен (днес част от Айтрах).

## Произход
Той е син на Бертхолд II фон Нойфен-Марщетен († сл.1268/сл.[1274) и съпругата му Берхта фон Марщетен (* pr. 1240; † сл. 1259), дъщеря на граф Готфрид II фон Марщетен († сл. 1239) и Берхта фон Балсхайм († сл. 1239), дъщеря на Рудолф фон Кирхберг-Балсхайм († сл. 1192), син на граф Хартман III фон Кирхберг-Балсхайм-Алпгау († сл. 1198).

## Фамилия
Бертхолд III фон Нойфен-Марщетен се жени пр. 21 октомври 1279 г. за графиня Рихца/Рихица фон Калв-Льовенщайн († сл. 1294), дъщеря на граф Готфрид III фон Калв-Льовенщайн († сл. 1277) и Кунигунда фон Хоенлое-Романя († сл. 1253). Те имат децата:
- Готфрид фон Марщетен-Нойфен (* пр. 1286; † сл. 1301/1315)
- ? Албрехт III фон Нойфен-Марщетен-Грайзбах († 4 юли 1306), граф на Марщетен-Грайзбах и Нойфен, женен ок. 1290 г. за Елизабет фон Грайзбах († сл. 1316), дъщеря на Бертхолд II фон Грайзбах († пр. 1291) и графиня Елизабет фон Хиршберг/Хенеберг-Ашах († 1291)
- ? Рихенца фон Марщетен-Нойфен, омъжена за Еберхард фон Грюнинген-Ландау († 1322)
- ? Готфрид фон Нойфен? († сл. 1315)

Вдовицата му Рихца фон Калв-Льовенщайн се омъжва втори път пр. 28. юли 1294 г. за граф Еберхард I фон Грюнинген-Ландау († ок. 1323), син на Хартман I фон Грюнинген († 1280, Ашперг) и Хедвиг фон фон Феринген († 1315).